# Nanoarchaeum equitans
 Nanoarchaeum equitans  ist ein nur 400 nm großes einzelliges Lebewesen aus der Gruppe der Archaeen, das symbiotisch oder parasitär auf anderen Archaeen lebt. Der Mikroorganismus wurde im Jahr 2002 im Labor von  Karl O. Stetter an der Universität Regensburg entdeckt. Das Genom lag 17 Monate später vollständig sequenziert vor. Bisher ist Nanoarchaeum equitans der einzige bekannte Vertreter der Abteilung „Nanoarchaeota“, jedoch ist es bisher nicht formal gültig beschrieben worden, daher stehen alle systematischen Bezeichnungen in Anführungszeichen.
Den Namen Nanoarchaeum equitans („der reitende Urzwerg“) erhielt der Organismus wegen seiner geringen Größe und weil er sich auf andere Archaea heftet. Ob es sich dabei um eine Symbiose oder einen Parasitismus handelt, ist bislang ungeklärt. Ein Vorteil für den Wirt Ignicoccus hospitalis konnte bislang nicht entdeckt werden.
Das Genom von Nanoarchaeum equitans ist mit nur 490 Kilobasenpaaren sehr klein. Es handelt sich dabei um das zweitkleinste bislang beschriebene Genom eines Mikroorganismus und zugleich um eines der kompaktesten, nur das von Carsonella ruddii ist mit ca. 160 kbp noch kleiner. 95 Prozent des Genoms codieren für Proteine oder RNAs, der Anteil funktionsloser Gene („Pseudogene“) ist also gering. Jedoch ist Nanoarchaeum equitans nicht in der Lage, alle zum Leben benötigten Stoffe selbst herzustellen und ist deshalb von einem Wirtsorganismus abhängig.
Nanoarchaeum equitans ist ein extremophiler Organismus, er kann nur unter 70–110 °C heißen, schwefelhaltigen, sauerstofffreien Bedingungen existieren, wie sie vor etwa 3,8 Milliarden Jahren auf der Erde vorherrschten. Heute existiert eine solche Umwelt beispielsweise in der Tiefsee an hydrothermalen Schloten wie den Schwarzen Rauchern.